# Gypsophila
Gypsophila (Gypsophila) este un gen de plante originar din Europa, Asia și nordul Africii, ce cuprinde aproximativ 100 de specii de plante ce aparțin familiei Caryophyllaceae.
Specii de Gypsophila
| - Gypsophila acutifolia - Gypsophila altissima - Gypsophila aretioides - Gypsophila arrostii - Gypsophila bicolor - Gypsophila bungeana - Gypsophila capituliflora - Gypsophila cephalotes - Gypsophila cerastioides - Gypsophila davurica | - Gypsophila desertorum - Gypsophila elegans - Gypsophila fastigiata - Gypsophila huashanensis - Gypsophila licentiana - Gypsophila muralis - Gypsophila nana - Gypsophila oldhamiana - Gypsophila pacifica - Gypsophila paniculata - Ipcărigea | - Gypsophila patrinii - Gypsophila perfoliata - Gypsophila petraea - Gypsophila pilosa - Gypsophila rokejeka - Gypsophila repens - Gypsophila scorzonerifolia - Gypsophila sericea - Gypsophila spinosa - Gypsophila tenuifolia - Gypsophila tschiliensis |